# Ethiominia umbrifera
Ethiominia umbrifera là một loài bướm đêm trong họ Noctuidae.